# Phylloscopus olivaceus
El mosquitero de Mindanao (Phylloscopus olivaceus) es una especie de ave paseriforme de la familia Phylloscopidae endémica de Filipinas.

## Descripción
Mide unos 12 cm de largo y pesa aproximadamente 10 g. Su dorso y cabeza son verde oliva, posee una lista superciliar amarillo verdosa clara, y una banda ocular gris oscura. Sus partes inferiores son blanquecinas.

## Distribución y hábitat
Se encuentra únicamente en las islas del sur del archipiélago filipino. Su hábitat natural son los bosques tropicales y zonas aledañas hasta los 1500 m s. n. m.